# Knik-Gletscher
Der Knik-Gletscher ist ein rund 40 km langer und acht Kilometer breiter Gletscher in den Chugach Mountains in Alaska. 

## Geografische Lage
Der Gletscher liegt 70 km östlich von Anchorage an der Westflanke des Mount Marcus Baker. Er mündet in den Lake George und den Oberlauf des Knik River, der in den Knik Arm des Cook Inlets fließt.
Bis in die 1960er Jahre wuchs der Knik-Gletscher im Winter bis zur Flanke des Mount Palmer und staute den Lake George auf. Durch steigenden Wasserdruck und höhere Temperaturen kam es alljährlich im Sommer zu einem Gletscherlauf, der eine Flutwelle im Knik River verursachte.

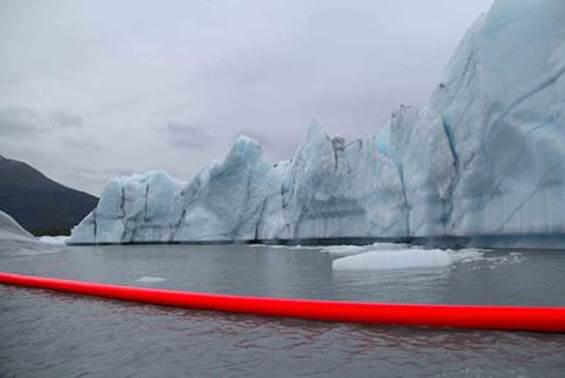
Red Line des Künstlers Doron Gazit